# Lei Títia
A Lei Títia (Latim: Lex Titia) foi uma lei romana de 27 de Novembro de 43 a.C., que concedeu a Marco Antônio, Otávio e Lépido o direito de governar o estado romano, por um período de cinco anos.  É comumente conhecida como a lei que formalizou e legalizou o Segundo Triunvirato - o Primeiro Triunvirato, formado por Júlio César, Pompeu e Crasso, existiu apenas informalmente.